# Autoestrada A8
La Autoestrada A1 (o A8) è un'autostrada portoghese lunga 132 chilometri. Essa parte da Lisbona, fino ad arrivare a Leiria, servendo nel suo percorso anche le città di Torres Vedras, Bombarral, Caldas da Rainha e Marinha Grande.